# Emma Stone
Emma Stone, właśc. Emily Jean Stone (ur. 6 listopada 1988 w Scottsdale) – amerykańska aktorka, znana m.in. z filmów Służące, Cruella, Niesamowity Spider-Man i jego kontynuacji. Dwukrotna laureatka Oscara, za główne role kobiece w filmach La La Land (2016) i Biedne istoty (2023).

## Rodzina i edukacja
Conrad Ostberg Sten, jej dziadek ze strony ojca, był Szwedem, a gdy wyemigrował do Stanów Zjednoczonych, zmienił nazwisko na brzmiące angielsko „Stone”. Krista Stone, matka Emmy, przeżyła raka piersi. Ma brata Spencera.
Emily Jean Stone uczęszczała do szkoły podstawowej Sequoya, gimnazjum Cocopah, po czym przez dwa lata była nauczana w domu. W wieku nastoletnim była członkinią Valley Youth Theatre, regionalnego teatru w Phoenix, w którym jako 11-latka pojawiła się w swojej pierwszej roli w adaptacji O czym szumią wierzby. Przez semestr chodziła do katolickiej szkoły – Xavier College Preparatory. W wieku 15 lat przeniosła się wraz z matką do Los Angeles.

## Kariera zawodowa
Stone zaczęła w krótkim czasie uczęszczać na castingi. Jej wizytówką stał się zwracający uwagę chrypliwy głos. Jej pierwszą rolą była postać Laurie Partridge w serialu The New Partridge Family. Angaż do filmu można było wywalczyć uczestnicząc w reality show In Search of the New Partridge Family. W konkursie rywalizowało ze sobą osiem młodych kandydatek. Dziewczyny oceniane były za śpiew, aktorstwo oraz podobieństwo do pierwowzoru Laurie Partridge z roku 1970, w której postać wcieliła się wówczas Susan Dey. Stone uczestniczyła też w castingu do serialu SF Herosi. Młoda aktorka ubiegała się o rolę Claire Bennet (rolę dostała Hayden Panettiere). Kojarząca się obecnie z ognistymi, rudymi włosami Stone jest naprawdę naturalną blondynką. Gdy przygotowywała się do roli w filmie Supersamiec, zasugerowano jej zmianę koloru na odważniejszy. Jak powiedziała sama Stone „(...) moja agentka początkowo twierdziła, że szansę w Hollywood będę miała tylko jako blondynka, choć ja zupełnie nie pasowałam do typu miłej dziewczyny z filmów Disneya. Było mi ciężko, aż pewnego dnia poszłam na casting jako brunetka i od razu dostałam rolę!”.

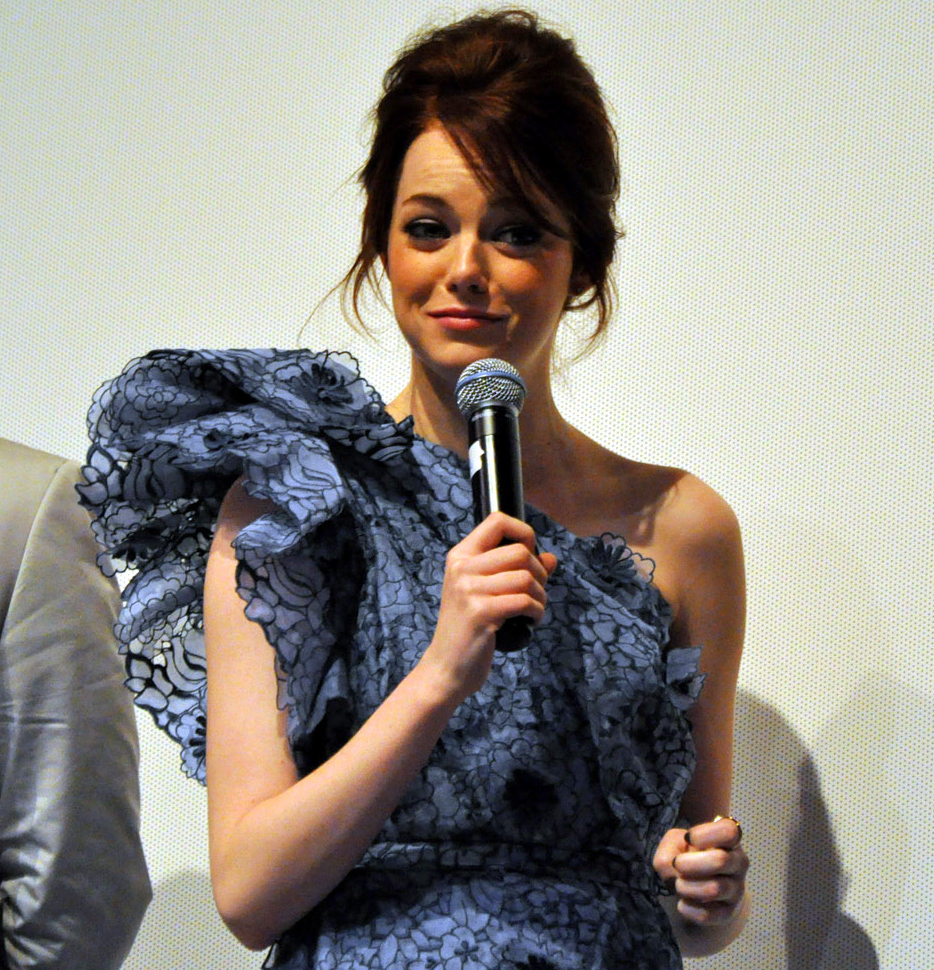
Stone na TIFF (2010)

Przez kolejne lata wystąpiła w filmach, takich jak: Zombieland, Duchy moich byłych czy Papierowy bohater. Przełom nastąpił, gdy dostała angaż do filmu Łatwa dziewczyna. Rola Olive przyniosła Stone nominacje do Złotego Globu, Złotego Popcornu (MTV) i Teen Choice Awards. W międzyczasie zagrała epizodyczną rolę w komedii romantycznej To tylko seks. Następnie zagrała w filmie Kocha, lubi, szanuje. Z kolei w filmie Służące zagrała Skeeter, początkującą dziennikarkę, która postanawia przeprowadzić wywiad z czarnoskórymi służącymi najzamożniejszych rodzin w okolicy. Szykanowane i poniżane całe życie kobiety, dzięki postawie i namowom młodej dziennikarki, postanawiają walczyć o swoją godność. W filmie wystąpiły także Viola Davis, Octavia Spencer czy Jessica Chastain. Film otrzymał między innymi 4 nominacje do Oscarów, 5 nominacji do Złotych Globów oraz 5 nominacji do nagród BAFTA.

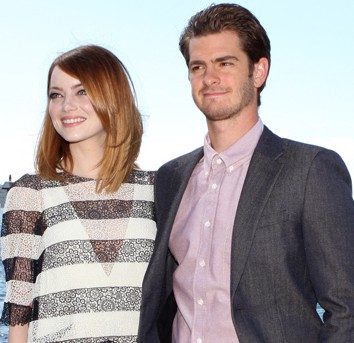
Stone i Andrew Garfield na australijskiej premierze filmu The Amazing Spider-Man 2: Rise of Electro (2014)

W 2012 do kin trafiła odnowiona seria filmów z człowiekiem pająkiem Niesamowity Spider-Man. O ile pierwowzór przygód o tym superbohaterze z 2002 roku skupił się na wyeksponowaniu znajomości Petera Parkera z rudowłosą Mary Jane Watson, o tyle nowa seria za główny motyw wzięła historię największej miłości Spider-Mana, czyli Gwen Stacy, w której rolę wcieliła się Emma Stone. Do roli aktorka musiała przefarbować włosy i wrócić do swojego naturalnego koloru. Na całym świecie film zarobił ponad 262 miliony dolarów.
Po krótkiej przerwie wystąpiła ponownie u boku Ryana Goslinga w dramacie gangsterskim Gangster Squad. Pogromcy mafii. W 2014 powróciła jako Gwen Stacy w filmie Niesamowity Spider-Man 2 i zagrała Sam Thomson w komediodramacie Birdman. W 2016 miał premierę komediodramat muzyczny La La Land, w którym Stone zagrała główną rolę kobiecą; za tę kreację w 2017 otrzymała Oscara.

## Życie prywatne
Od 2011 do 2015 spotykała się z aktorem Andrew Garfieldem, którego poznała na planie serii Niesamowity Spider-Man. W 2017 związała się z twórcą filmowym Dave’em McCarym, z którym zaręczyła się w grudniu 2019, a rok później się pobrali. W 2021 urodziła córkę, Louise Jean. W 2022 roku przeprowadzili się do Austin, w Teksasie.
Wspiera swoim nazwiskiem organizację Stand Up to Cancer (zajmującą się zbieraniem funduszy na badania nad nowotworem) i fundację Worldwide Orphans Foundation (działającą na rzecz sierot).

## Filmografia
| FILMY |                                |                      |
| Rok   | Film                           | Rola                 |
| ----- | ------------------------------ | -------------------- |
| 2005  | The New Partridge Family       | Laurie Partridge     |
| 2007  | Supersamiec                    | Jules                |
| 2008  | Rocker                         | Amelia               |
| 2008  | Króliczek                      | Natalie              |
| 2009  | Duchy moich byłych             | Allison Vandermeersh |
| 2009  | Papierowy bohater              | Abby                 |
| 2009  | Zombieland                     | Wichita              |
| 2010  | Łatwa dziewczyna               | Olive Penderghast    |
| 2011  | To tylko seks                  | Kayla                |
| 2011  | Kocha, lubi, szanuje           | Hannah               |
| 2011  | Służące                        | Skeeter Phelan       |
| 2012  | Niesamowity Spider-Man         | Gwen Stacy           |
| 2013  | Movie 43                       | Veronica             |
| 2013  | Gangster Squad. Pogromcy mafii | Grace Faraday        |
| 2014  | Niesamowity Spider-Man 2       | Gwen Stacy           |
| 2014  | Birdman                        | Sam Thomson          |
| 2014  | Magia w blasku księżyca        | Sophie Baker         |
| 2015  | Witamy na Hawajach             | Ng                   |
| 2015  | Nieracjonalny mężczyzna        | Jill Pollard         |
| 2016  | La La Land                     | Mia Dolan            |
| 2017  | Wojna płci                     | Billie Jean King     |
| 2018  | Faworyta                       | Abigail Masham       |
| 2019  | Zombieland: Kulki w łeb        | Wichita              |
| 2021  | Cruella                        | Cruella de Mon       |
| 2023  | Biedne istoty                  | Bella Baxter         |
| 2024  | Rodzaje życzliwości            | Rita / Liz / Emily   |

| SERIALE           |                               |                                           |
| Rok               | Serial                        | Rola                                      |
| ----------------- | ----------------------------- | ----------------------------------------- |
| 2005              | Medium                        | Cynthia McCallister                       |
| 2006              | Zwariowany świat Malcolma     | Diane                                     |
| 2006              | Lucky Louie                   | Shannon                                   |
| 2007              | Drive                         | Violet Trimble / Violet Ashton            |
| 2012              | iCarly                        | Heather                                   |
| 2018              | Maniac                        | Annie Landsberg                           |
| 2023              | The Curse                     | Whitney Siegel                            |
| DUBBING           |                               |                                           |
| 2006              | Nie ma to jak hotel           | Ivana Tipton                              |
| 2010              | Marmaduke – pies na fali      | Mazie                                     |
| 2011              | Robot Chicken                 | Janet / Lois Lane Shosanna Dreyfus / Yori |
| 2013              | Krudowie                      | Eep                                       |
| 2020              | Krudowie 2: Nowa era          | Eep                                       |
| GRY               |                               |                                           |
| 2012              | Sleeping Dogs                 | Amanda Cartwright                         |
| WE WŁASNEJ OSOBIE |                               |                                           |
| 2011              | Ulica Sezamkowa               | ona sama                                  |
| 2012              | Rockefeller Plaza 30          | ona sama                                  |
| 2012              | The Amazing Spider-Man Reborn | ona sama                                  |

Informacje na podstawie IMDb.

## Nagrody
| NAGRODY                           | |           |
| Nagroda                           | Kategoria | Typ       |
| --------------------------------- | --- | --------- |
| BAFTA                             | Największa aktorska nadzieja kina | NOMINACJA |
| BAFTA                             | Najlepsza aktorka drugoplanowa za film Birdman                                                                                                  | NOMINACJA |
| COFCA Award                       | Najlepsza obsada za film Służące | NOMINACJA |
| COFCA Award                       | Najlepsza obsada za film Birdman | 2 MIEJSCE |
| COFCA Award                       | Najlepsza aktorka drugoplanowa za film Birdman                                                                                                  | NOMINACJA |
| Critics Choice Award              | Najlepsza obsada za film Birdman | WYGRANA   |
| Critics Choice Award              | Najlepsza aktorka drugoplanowa za film Birdman                                                                                                  | NOMINACJA |
| Hollywood Film Award              | Obsada roku za film Służące | WYGRANA   |
| Image Award                       | Najlepsza aktorka w dramacie za film Służące | NOMINACJA |
| MTV Movie Awards                  | Najlepszy pocałunek za film Niesamowity Spider-Man 2 (wraz z Andrew Garfieldem)                                                                 | NOMINACJA |
| MTV Movie Awards                  | Najlepsza aktorka za film Birdman | NOMINACJA |
| MTV Movie Awards                  | MTV Trailblazer – za wszechstronność filmową | WYGRANA   |
| MTV Movie Awards                  | Najlepszy pocałunek za film Kocha, lubi, szanuje (wraz z Ryanem Goslingiem)                                                                     | NOMINACJA |
| MTV Movie Awards                  | Najlepsza kobieca rola za film Kocha, lubi, szanuje                                                                                             | NOMINACJA |
| MTV Movie Awards                  | Najlepszy występ komediowy za film Łatwa dziewczyna                                                                                             | WYGRANA   |
| MTV Movie Awards                  | Najlepsza kobieca rola za film Łatwa dziewczyna                                                                                                 | NOMINACJA |
| MTV Movie Awards                  | Najlepszy cytat za film Łatwa dziewczyna (wraz z Amandą Bynes) – Istnieje siła wyższa, która osądzi cię za Twoją nieprzyzwoitość. – Tom Cruise? | NOMINACJA |
| Nagroda Gildii Aktorów Ekranowych | Najlepszy filmowy zespół aktorski za film Birdman                                                                                               | WYGRANA   |
| Nagroda Gildii Aktorów Ekranowych | Najlepsza aktorka drugoplanowa za film Birdman                                                                                                  | NOMINACJA |
| Nagroda Gildii Aktorów Ekranowych | Najlepszy filmowy zespół aktorski za film Służące                                                                                               | WYGRANA   |
| NBR Award                         | Najlepsza obsada za film Służące | WYGRANA   |
| Oscar                             | Najlepsza aktorka drugoplanowa za film Birdman                                                                                                  | NOMINACJA |
| Oscar                             | Najlepsza aktorka pierwszoplanowa za film La La Land                                                                                            | WYGRANA   |
| Oscar                             | Najlepsza aktorka pierwszoplanowa za film Biedne istoty                                                                                         | WYGRANA   |
| People’s Choice Awards            | Ulubiona aktorka filmowa | NOMINACJA |
| People’s Choice Awards            | Ulubiona aktorka w filmie dramatycznym, za filmy: Magia w blasku księżyca oraz Birdman                                                          | NOMINACJA |
| People’s Choice Awards            | Ulubiony duet filmowy za film Niesamowity Spider-Man 2 wraz z Andrew Garfieldem                                                                 | NOMINACJA |
| People’s Choice Awards            | Ulubiona aktorka w filmie dramatycznym za film Gangster Squad. Pogromcy mafii                                                                   | NOMINACJA |
| People’s Choice Awards            | Ulubiona „twarz bohaterska” za film Niesamowity Spider-Man                                                                                      | NOMINACJA |
| People’s Choice Awards            | Ulubiony duet filmowy za film Niesamowity Spider-Man wraz z Andrew Garfieldem                                                                   | NOMINACJA |
| People’s Choice Awards            | Ulubiona aktorka za film Niesamowity Spider-Man                                                                                                 | NOMINACJA |
| People’s Choice Awards            | Ulubiona aktorka za film Kocha, lubi, szanuje                                                                                                   | WYGRANA   |
| People’s Choice Awards            | Ulubiona aktorka komediowa za film Kocha, lubi, szanuje                                                                                         | WYGRANA   |
| Rembrandt Award                   | Najlepsza międzynarodowa aktorka za film Niesamowity Spider-Man                                                                                 | NOMINACJA |
| Satelity                          | Najlepsza aktorka drugoplanowa za film Birdman                                                                                                  | NOMINACJA |
| Satelity                          | Najlepsza obsada w dramacie za film Służące | WYGRANA   |
| SEFCA Award                       | Najlepsza obsada za film Służące | WYGRANA   |
| Teen Choice Awards                | Ulubiona aktorka w filmie science-fiction / fantasy za film Niesamowity Spider-Man 2                                                            | NOMINACJA |
| Teen Choice Awards                | Ulubiony pocałunek za film Niesamowity Spider-Man wraz z Andrew Garfieldem                                                                      | NOMINACJA |
| Teen Choice Awards                | Najlepsza aktorka w dramacie za film Służące | WYGRANA   |
| Teen Choice Awards                | Najlepsza aktorka w komedii za film Kocha, lubi, szanuje                                                                                        | WYGRANA   |
| Teen Choice Awards                | Wakacyjna kobieca gwiazda filmowa za film Niesamowity Spider-Man                                                                                | NOMINACJA |
| Teen Choice Awards                | Najlepszy pocałunek za film Kocha, lubi, szanuje (wraz z Ryanem Goslingiem)                                                                     | NOMINACJA |
| Teen Choice Awards                | Najlepsza aktorka w komedii romantycznej za film Łatwa dziewczyna                                                                               | WYGRANA   |
| Teen Choice Awards                | Najlepsza aktorka w komedii za film Zombieland                                                                                                  | NOMINACJA |
| Young Hollywood Awards            | Ulubiona aktorka | NOMINACJA |
| Young Hollywood Awards            | Najlepsza para filmowa za film Niesamowity Spider-Man wraz z Andrew Garfieldem                                                                  | NOMINACJA |
| Young Hollywood Awards            | Nowa twarz za film Supersamiec | WYGRANA   |
| Złote Globy                       | Najlepsza aktorka drugoplanowa za film Birdman                                                                                                  | NOMINACJA |
| Złote Globy                       | Najlepsza aktorka w komedii lub musicalu za film Łatwa dziewczyna                                                                               | NOMINACJA |
| Złote Globy                       | Najlepsza aktorka w komedii lub musicalu za film La la land                                                                                     | WYGRANA   |

Informacje na podstawie IMDb